# الحركة العربية للتغيير
الحركة العربية للتغيير هو حزب سياسي اجتماعي وطني عربي في إسرائيل تأسس الحزب عام 1996 على يد د.أحمد الطيبي المستشار السابق للرئيس الراحل ياسر عرفات وعدد من المثقفين والناشطين الفلسطينيين من عرب الداخل.

## المسيرة السياسية
خاضت الحركة العربية للتغيير لأول تجربة الانتخابات الأولى للكنيست في دورتها الرابعة عشرة عام 1996 ثم جاء القرار بانسحابها قبيل الانتخابات وذالك لشكوك قيادة الحركة عدم تجاوز نسبة الحسم وضياع الصوت العربي هباءً فآثرت القيادة على اتخاذ قرار الانسحاب التزاماً بمصلحة الجماهير العربية في إسرائيل.
وفي انتخابات الكنيست الدورة الخامسة عشرة عام 1999 خاضت الحركة العربية للتغيير الانتخابات ضمن قائمة ائتلافية مع حزب التجمع الوطني الديمقراطي وقد حصدت القائمة آنذاك على مقعدين وقد مثلت الحركة العربية للتغيير مقعداً عبر رئيسها د.أحمد الطيبي.
نتيجة الخلافات مع قيادة حزب التجمع انشقت الحركة العربية للتغيير عن الكتلة الائتلافية في الكنيست.
شطبت لجنة الانتخابات المركزية الإسرائيلية د.أحمد الطيبي من خوض الانتخابات الدورة السادسة عشرة عام 2003 بتهمة تأييد الإرهاب ودعم الإنتفاضه والمساس بسمعة إسرائيل في العالم إعلامياً إلا أنه توجه للمحكمة العليا ونجح في إلغاء القرار. وبهذا خاضت الحركة العربية للتغيير الانتخابات ضمن قائمة تحالفية مع حزب الجبهة الديمقراطية للسلام والمساواة وحصدت آنذاك 3 مقاعد بضمنها مقعد للحركة العربية للتغيير.
في انتخابات الدورة السابعة عشرة عام 2006 تم التحالف بين الحركة العربية للتغيير والقائمة الموحدة والتي تشمل الحركة الإسلامية والحزب الديمقراطي العربي والحزب القومي العربي وقد حصدت 4 مقاعد للحركة مقعد، بعدما انتكست القائمة سابقاً في انتخابات عام 2003 لتضاعف وتعزز قوتها مع تحالفها في عام 2006 مع الحركة العربية للتغيير. وخاضت أيضاً ضمن هذه القائمة التحالفية انتخابات الدورة الثامنة عشرة 2009 وانتخابات الدورة التاسعة عشرة 2013 وحتى الآن لازالت الحركة العربية للتغيير ضمن هذه القائمة الائتلافية والتي تسعى دوماً وقيادتها على توسيع ائتلافها لتشمل جميع المركبات السياسية للجماهير العربية في إسرائيل.
في الانتخابات المبكرة عام 2015، انخرطت الحركة ضمن القائمة المشتركة التي وحدت اربع احزاب تمثل الجماهير العربية، حيث حصلت القائمة على 13 مقعد، ولاول مرة ارتفع تمثيل الحركة العربية إلى مقعدين. وتمثلت بالنائب الطيبي في المكان الرابع والنائب اسامة السعدي في المكان الثاني عشر (لفترة سنتين وبالتناوب).

## مبادئ الحزب
1. تلتزم «الحركة العربية للتغيير» بقيم عليا وتعمل على ترسيخها ونشرها في مجتمعات العالم العربي بأسره أساسها حقوق الإنسان والمواطن والديمقراطية وحرية الحركة والعمل السياسي المبني على أساس احترام مبدأ الرأي والرأي الأخر. وعليه فأن «الحركة العربية للتغيير» تنادي الأنظمة العربية بنشر الديمقراطية والانفتاح والإصلاح والابتعاد عن الممارسات الدكتاتورية ضد مواطنيها في كافة أرجاء الوطن العربي.
  1. استمرار دعم مسيرة السلام الإسرائيلي _ الفلسطيني من أجل إقامة دوله فلسطينية مستقلة وعاصمتها القدس الشريف إلى جانب دولة إسرائيل في حدود حزيران 1967. وحل مشكلة اللاجئين الفلسطينيين بشكل عادل طبقاً لقرارات الأمم المتحدة. وفي المسار السوري _ الإسرائيلي المطالبة بالانسحاب الكامل من الجولان طبقاً لحدود الرابع من حزيران 1967 وتوقيع اتفاقية سلام مع سوريا كجزء من سلام شامل في المنطقة.
  2. رفع ودعم وتغيير المكانة القانونية والمدنيه للمواطن العربي في إسرائيل، وتقليص الفجوة القائمة بين الوسطين اليهودي والعربي عن طريق سياسة التمييز الإيجابي للوسط العربي في كافة المجالات: الزراعة، الصناعة، التعليم، الاتصالات، الصحة، الإسكان، الأرض والميزانيات، وذلك من أجل الوصول إلى مساواه حقيقيه بين الوسطين العربي واليهودي في كافة المجالات، من خلال شعار «المشاركة المدنية الكاملة» والاعتراف بالجماهير العربية في البلاد كأقليه قوميه.
  3. التاكيد على الهوية الثقافية والوطنية الفلسطينية للجماهير العربية في إسرائيل واهمية التواصل القومي مع الامه العربية.
  4. اقامة جهاز تعليم عربي في اطار وزارة التربية والتعليم يعكس واقع وهوية وتاريخ الجماهير العربية الفلسطينية في إسرائيل يكون عربياً وليس «مستعرباً», اصيلاً وليس دخيلاً،(على غرار الحال في جهاز التعليم الديني الرسمي).
  5. طرح خطاب اعلامي وسياسي متقدم يخترق حواجز الرفض في المجتمع الإسرائيلي ويكسر التفكير النمطي للغالبيه اليهودية تجاه العرب.
  6. دعم مبداً التعايش السلمي اليهودي - العربي في البلاد والمبني على اساس من الاحترام المتبادل والاعتراف بالحقوق السياسية والمدنية للأقلية العربية.
  7. العمل على المساهمة الفعاله في صنع القرار في البلاد والتاثير والمشاركة في عملية صنع القرار.
  8. تصنيع القرية والمدينة العربية في إسرائيل واستيعاب الاكادميين العرب في سلك خدمات الدولة والشركات الحكومية والخاصة.
  9. تحرير الأوقاف الإسلامية في إسرائيل.
  10. تشجيع الإبداع والتفوق في المجتمع العربي في إسرائيل.
  11. النضال من اجل إلغاء ضريبة الأملاك والاعتراف بالقرى غير المعترف بها وحل قضية اقرث وبرعم.
  12. العمل على لجم ووضع حد لحوادث السير في البلاد عامة وفي الوسط العربي خاصة من خلال اقامة بنيه تحتيه متطوره للشوارع في المناطق العربية.
  13. العمل على تحسين جودة البيئة في البلاد عامة وفي الوسط العربي بشكل خاص.
  14. ايجاد حلول جذريه لقضايا عرب النقب والعرب في المدن المختلطه.

## مبادئ أساسية ومنطلقات
- نحن جزء حي ونشيط من الشعب العربي الفلسطيني تاريخاً وانتماءاً وثقافةً، ومن هذا الانتماء الوطني نشتق انتماءنا للأمة العربية. فالأقلية الفلسطينية في إسرائيل تشكل الضلع الثالث في مثلث هندسي يمثل كل ضلع فيه جزءا لا يتجزأ من شعبنا الفلسطيني، فالضلع الأول هو شعبنا الفلسطيني في الضفة الغربية وقطاع غزة، والضلع الثاني، هو شعبنا في المهجر ومخيمات اللجوء ودول الشتات والضلع الثالث هو الأقلية الفلسطينية في إسرائيل، وهي ثلاثة أضلاع تشكل وحدة واحدة لا تنفصم عراها وإن تغيرت ظروف وخصائص كل ضلع منها.
- إن مواطنتنا في دولة إسرائيل هي حقيقة سياسية وقانونية. فإسرائيل هي التي فرضت نفسها علينا وليس العكس، نحن أصحاب البلاد الأصليين، ولسنا ضيوفاً أو مهاجرين. لقد بقينا وكبرنا وتطورنا رغم مخططات الترحيل ورغم سياسة الاضطهاد القومي المستمرة والمنهجية منذ 48 إلى الآن. إن وجودنا في وطننا وحملنا المواطنة الإسرائيلية رسميا وقانونيا وممارستها يوميا يؤكد خصوصية المكانة التي تتمتع فيها الأقلية الفلسطينية، في المثلث الفلسطيني، ويشرح الإشكالية المترتبة على هذه المكانة، وعلى هويتنا الوطنية، مع المكانة المدنية والمواطنة الإسرائيلية.
- ترى الحركة العربية للتغيير، إنه ولأسباب تاريخية وموضوعية، وجدت الأقلية الفلسطينية نفسها في ظروف غاية في التعقيد ليس لها أن تخرج منها، ولو في مجال الوقوف في وجه المحرضين والمزايدين عليها (عربيا باتهامها بحمل الهوية الإسرائيلية المدنية، وإسرائيليا بانتمائها للشعب الفلسطيني وتشبثها بالعروبة سببا لطردها وترحيلها) إى بالانتباه وإدراك إن الهوية العربية في إسرائيل تحمل شقين، لا فكاك منهما يناقض أحياناً أحدهما الآخر، لكنه تناقض على جوهريته ليس نابعا من خيار حر اعتمدته الأقلية الفلسطينية، خلافا للموقف والهوية والشخصية المعلنة بقرارنا نحن.
- الحركة العربية للتغيير ترى أن الشخصية والهوية العربية للفلسطينيين في إسرائيل مكونة من مركبين أساسيين: فمن الناحية القومية والوطنية فإن الأقلية العربية الفلسطينية هي كما أسلفنا جزء لا يتجزأ من الشعب الفلسطيني، وبالتالي من الأمة العربية. أما على الصعيد المدني والرسمي القانوني فإن العرب في إسرائيل هم مواطنون في دولة إسرائيل، باعتبارها النظام السياسي والسلطوي القائم على هذا الجزء من وطننانا، وفي سياق لا لبس فيه يعتبر أن إسرائيل يجب أن تكون دولة كل قومياتها وحضاراتها وثقافاتها.
- الرؤية بأن إسرائيل، على تنوع الشرائح العربية والثقافية والحضارية المشكلة لفسيفساء مجتمعها المدني لا تعكس حقيقة هذه التعددية المكونة لها، عرقياً وثقافيا وحضاريا وتربويا، فهي دولة تتعدد فيها الحضارات والثقافات والجماعات الإثنية، لكن تسيطر عليها ثقافة وحضارة وعرقية واحدة، وبالتالي نرى أن الحل الأمثل لهذه الظاهرة هو أن تكون إسرائيل دولة كل قومياتها وثقافاتها، بتعددية حقيقية تنعكس أيضا في توزيع موارد الدولة، المالية والمعنوية والثقافية والحضارية توزيعا متساويا لا يعطي سيطرة لجماعة إثنية أو ثقافية أو حضارية على أخرى.
- النضال ضد مشاريع الترانسفير وللبقاء في وطننا، وطن آبائنا وأجدادنا، وللتطور العصري والحر هو جوهر كل العمل السياسي الوطني للجماهير العربية. وكل نضال الجماهير العربية الفلسطينية في دولة إسرائيل يصب أساساً في ترسيخ البقاء في وطننا وانتزاع حقوقنا القومية والمدنية الكاملة.
- لجنة المتابعة العليا، هي الإطار الوحدوي والتمثيلي للجماهير العربية. حمايتها وتطويرها الدائم مصلحة وطنية عليا للجماهير العربية.
- كأقلية قومية نعتز بانتمائنا لثلاث طوائف كريمة هي االإسلامية والمسيحية والدرزية. وشعارنا هو الدين لله والوطن للجميع. وعليه فإننا مع كل الاحترام للتراث الديني، نرى الرابطة الوطنية القومية الواحدة أساساً لبقائنا ولصياغة روحنا القومية وثقافتنا وإستراتيجيتنا وعملنا الوطني السياسي. إن محاربة التعصب والتمزق الطائفي، سياسياً وفكرياً وثقافياً واجتماعيا، محور أساسي من محاور نشاطنا العام.
- الجماهير العربية الفلسطينية في إسرائيل شاركت وتشارك باستمرار في النضال ضد الاحتلال ولتحرير كل المناطق الفلسطينية المحتلة وإقامة الدولة الفلسطينية المستقلة في حدود 4 حزيران 1967 تحت قيادة منظمة التحرير الفلسطينية، الحركة الوطنية الفلسطينية الممثلة الوحيدة لشعبنا سياسياً وقومياً.
- وعليه فإننا نرى من واجبنا الوطني أن نؤيد ونساند السلطة الوطنية الفلسطينية ومنظمة التحرير الفلسطينية في كل النضال الاستقلالي لنيل السيادة والانعتاق من الاحتلال. وفي هذا السياق ندعو لإنهاء الانقسام الفلسطيني وضرورة الالتفاف حول الشرعية الفلسطينية في سبيل إنهاء الاحتلال وبلوغ التحرير وبناء الدولة المستقلة كاملة السيادة بعاصمتها القدس الشريف. وندعم مطلب السلطة الفلسطينية للاعتراف بفلسطين كدولة بصفة مراقب في الأمم المتحدة.
- السعي للوحدة الوطنية للجماهير العربية في سبيل المساواة والمشاركة المدنية الكاملة، هو إستراتيجية ثابتة وراسخة ويجب تغليب الوحدة الوطنية على كل مصالح فئوية ونوازع ضيقة.
- النضال ضد كل مظاهر الاضطهاد القومي، السياسية والثقافية والاجتماعية والمادية لا يتناقض بل يعزز ويقوي عملنا ووقوفنا ضد المظاهر السلبية من عائلية وطائفية أو فئوية ضيقة نعتبرها مضرة بمصالح جماهيرنا وتهدد وحدتها وتساعد
- إن العمل البرلماني هو شكل من أشكال نضالنا، ولا يجوز المبالغة في العمل البرلماني على حساب النضال الشعبي والجماهيري والديمقراطي العام. ونحن ندعو إلى التركيز بعمق وتخطيط لاستنباط أدوات للنضال الشعبي، محلياً في المدن والقرى والمناطق، وقطرياً مع أوسع مشاركة ممكنة من المواطنين. لقد ثبت أن كل نضال «فوقي» كان عاجزاً عن تحقيق الأهداف الحقيقية.
- قامت الحركة، حركة سياسية - وطنية-اجتماعية، لتعطي جواباً على واقعنا، ومشروعاً للتغيير الديمقراطي لشعبنا، والتطور العصري والمساواة المدنية والقومية. نحن نريد لشعبنا التطور العصري: سياسياً وثقافياً واجتماعيا، المشاركة بالمسيرة الحضارية لا وقوف المتفرج على ما يحدث حولنا وفي العالم.
- تدعم الحركة العربية للتغيير التعليم العالي من منطلق أن التعليم سلاح الأقليات، فتوزع سنوياً عشرات المنح الدراسية في الجامعات الأردنية، تعمل ضد التمييز العنصري في مجال التعليم، من خلال متابعتها لما يتعرض له الطلاب الجامعيون وطلاب الكليات والتصدي للعنصرية بالتوجه إلى الوزراء والمسؤولين والمطالبة بحقوقهم في الامتحانات الوزارية وامتحانات التراخيص، وتقديم دعاوى رسمية ضد من يمارس العنصرية ضدهم.

## البرنامج السياسي والتطلعات
تأسيساً على ما تقدم، وانطلاقا من كون الحركة العربية للتغيير حركة وطنية اجتماعية تدمج في عملها بين المصالح الاجتماعية والثقافية والمعيشية للشعب، لكل أهلنا، وبين الكرامة الوطنية والتمسك بجذورنا الحضارية والثقافية والقومية. وانطلاقا من إيماننا بأن القومية ليست شعارات بل ممارسة حياتية وثقافية وفكرية، فإننا نعمل بإستمرار لندمج بين النضال الوطني للشعب وبين التمسك بهويتنا العربية الفلسطينية الإنسانية. من هنا فإن كل ما يهمنا هو شعبنا، العمال والفلاحين والمثقفين وأصحاب الأعمال والحرفيين. كل ما يرفع من مستوى معيشة شعبنا هو قيمة عليا بالنسبة لنا، نبذل الغالي والرخيص لتحقيقها. فإننا نرى بأن برنامج عملنا ونشاطنا ينبغي له أن يكون نابعاً من هذه القناعات والقيم وعليه فإن الحركة العربية للتغيير تدعو إلى:
- حل النزاع العربي الإسرائيلي، بإقامة دولة فلسطينية مستقلة في الضفة الغربية وقطاع غزة (حدود 4 حزيران 67) وعاصمتها القدس الشريف وحل قضية اللاجئين عبر المفاوضات طبقاً للقرارات الشرعية الدولية.وخاصة القرار 194 مع اعتبار حق العودة حقا فرديا وجماعيا غير قابل للإلغاء أو الشطب.والانسحاب من الجولان العربي السوري الذي احتل منذ عام 1967.
- النضال لإلغاء كل تمييز قومي، وتحقيق المساواة الكاملة للأقلية الفلسطينية والمشاركة المدنية الكاملة على كافة المستويات. إن المساواة الحقيقية بين جميع المواطنين هي الأساس للتعايش الكريم والتعاون القائم على الاحترام المتبادل والودية في العلاقة.
- العمل لاعتراف الدولة بنا كأقلية قومية وحقنا الطبيعي في دراسة ثقافتنا وحضارتنا واحترام مقدساتنا الدينية وصيانتها وتعليم تاريخ الشعب الفلسطيني بوصفه تاريخاً عضوياً لهذه البلاد وتعريف المجتمع اليهودي بلغتنا وثقافتنا وتاريخنا كجزء من تاريخ البلاد تماماً، وتدريس النكبة الفلسطينية كجزء لا يتجزأ من تاريخ الشعب الفلسطيني.
- العمل من أجل تكريس الاعتراف باللغة العربية كلغة رسمية، عبر التأكيد على استعمالها في كافة المعاملات والمجالات، وعلى كافة الأصعدة، وعدم الاكتفاء بالاعتراف بمكانتها الرسمية قانونيا، وإنما السعي لأن يترجم ذلك على أرض الواقع، باعتباره مقدمة لبناء وتحصين هويتنا العربية والقومية، ومنع اندثارها، وإقامة جامعة عربية.
- العمل من أجل تصنيع البلدات العربية وتوسيع وبناء مناطق صناعية لزيادة فرص العمل، وإستيعاب الأكاديميين العرب في القطاع العام وفي الجامعات الإسرائيلية وفي الشركات الحكومية والخاصة، وبناء مدن وبلدات جديدة للمواطنين العرب كانت العربية للتغيير أول من طالب بها أو طرحها رسميا كجزء من برنامجه السياسي، وتوزيع الموارد في الدولة بصورة متساوية على كافة القطاعات.
- تخصيص 20% من المساعدات الخارجية المقدمة للدولة لاحتياجات الوسط العربي، عبر الوزارات والدوائر الحكومية المختلفة.
- تحرير الأوقاف الإسلامية في إسرائيل ووضعها تحت تصرف مجلس إسلامي أعلى ينتخب من قبل الجماهير العربية، بصورة ديمقراطية وفق معايير مهنية وموضوعية لاستثمار عائدات هذه الأوقاف لمصالح المسلمين.
- حل مشكلة الضائقة السكنية لدى المواطنين العرب من خلال توسيع مسطحات البناء والمصادقة على الخرائط الهيكلية.
- مكافحة العنف بشتى أشكاله، بما في ذلك جرائم القتل بذريعة الحفاظ على شرف العائلة، ومطالبة المسؤولين بجمع الأسلحة غير القانونية من البلدات العربية وحل لغز الجرائم التي حدثت والعمل على وضع حد للعنف في المجتمع العربية.
- تأمين معيشة جيل الشيخوخة والمطالبة بحقوقهم من المؤسسات الرسمية.
- المطالبة بحقوق المرأة في العمل والقوانين الداعمة لمكانتها القانونية والمدنية ومراقبة تطبيقها.
- دعم التعليم في كافة مراحله من رياض الأطفال مروراً بالمدارس وصولاً بالتعليم العالي من خلال تطبيق قانون التعليم الإلزامي، تدعيم المدارس العربية بالميزانيات والغرف والمنشآت والاحتياجات اللوجستية والهيئات التدريسية، وفتح أبواب مؤسسات التعليم العالي والجامعات بوجه طلابنا بعد إنهائهم المرحلة المدرسية، وضمان ترخيص شهاداتهم في حال دراستهم خارج البلاد.
- دعم الرياضة في المجتمع العربي كجزء لا يتجزأ من العملية التربوية.
- تأمين الخدمات الصحية للمواطنين العرب في المدن والقرى والضواحي.
- تؤمن الحركة بأن الديمقراطية العميقة والشاملة في داخل مجتمعنا وفي إسرائيل عموماً هي مطلب وشرط للتطور. وهذا يجب أن يشمل المساواة الكاملة للمرأة في التعليم وفي العمل وفي التمثيل السياسي. والحركة العربية للتغيير تناضل طوال الوقت شعبياً وبرلمانياً وفكرياً من أجل المساواة المرأة. نريد أن نرى المرأة العربية شريكة ورائدة فاعلة في كل منبر سياسي
- وفي هذا السياق ترى الحركة العربية للتغيير أن حرية المجتمع الفلسطيني في الداخل وتماسكه لا يمكن أن يتم بدون احترام المرأة وإعطائها دورها في كافة المجالات، بما في ذلك إفساح المجال أمام المبدعات من مجتمعنا. كما نرى بضرورة محاربة العنف الموجه ضد المرأة، لأن المرأة المضطهدة، سواء كانت أما أو أختا أو طالبة تكون من دوافع زيادة التوتر داخل المجتمع، تماما مثل الرجل المضطهد والخاضع للقمع، لا يمكن في مثل هذه الحالة إذا كان نصف مجتمعنا مقموعا، أن نطلق نحو الإبداع ونحو بناء مجتمع صحي ومعافى.
- مقابل دعوات التعصب والتشرذم ندعو إلى صهر كل أبناء شعبنا كياناً واحداً وطنياً اجتماعيا. الدين لله والوطن للجميع. إن شراكة المصير للمسلمين والمسيحيين والدروز هي الأساس للوحدة الوطنية والاجتماعية لشعبنا ويجب أن يكون ذلك فوق أية خلافات سياسية أو أيديولوجية أو حزبية. يجب ان نتصدى لكل يد ترتفع ضد الوحدة الوطنية لشعبنا وعلى القوى الوطنية الواعية في شعبنا، أن تتصدى لها وتعزلها، حفاظاً على الحاضر والمستقبل كله.
- العمل من أجل حماية أرض عرب النقب والاعتراف بهم وبقراهم ووضع خطط لتطورهم. إذ تبقى ظاهرة القرى غير المعترف بها وصمة عار في جبين النظام الإسرائيلي. ولذلك ندعو إلى الاعتراف بكل القرى العربية غير المعترف بها وربطها بشوارع وبالكهرباء وإنشاء البنى التحتية وبإقامة سلطات محلية لكل قرية أو مجالس إقليمية للقرى الصغيرة في منطقة معينة. وفي هذا السياق ندعو إلى توحيد كل الجهود للوقوف في وجه المخططات الرسمية العنصرية، لتهويد الجليل والنقب.وترفض العربية للتغيير بشدة «مخطط برافر» الذي رفضه اهلنا في النقب كما تقف بقوة إلى جانب اهلنا في قرية العراقيب التي هدمت عشرات المرات.
- تطالب الحركة بإقامة مجلس ثقافي أعلى لرعاية الثقافة العربية والمسرح والغناء مع ميزانيات حكومية مناسبة حسب نسبتنا من السكان فالثقافة الوطنية المنوعة هي التعبير الحقيقي عن احترام خصوصيتنا الثقافية والقومية.
- الحركة العربية للتغيير لا ترى تناقضاً بل ترابطاً كاملاً بين النضال لوقف التمييز بكل أشكاله وبين النضال للحوار الاليهودي العربي والتعاون. إن الانتصار على التمييز القومي والعنصرية والدعوات إلى الترانسفير يكون بالتحالف النضالي الديمقراطي بين الفلسطينيين مواطني إسرائيل وكل القوى الديمقراطية الليبرالية والعقلانية في المجتمع اليهودي. وعليه نرى بضرورة العمل بمنهجية وعقلانية غير غوغائية لإيصال كلمتنا وقضيتنا ومطالبنا العادلة إلى المجتمع اليهودي. إن كسب الرأي العام اليهودي تأييداً لقضايانا العادلة هو مصلحة قومية عليا وهو جسر للحوار المثمر بين اليهود والعرب في إسرائيل.
- بهذا تخدم معركتنا للبقاء والمساواة والمشاركة والتطور ونخدم في الوقت نفسه القضية الوطنية الاستقلالية للشعب الفلسطيني والمصالحة التاريخية بين الفلسطينيين واليهود. ونرى في هذا الدمج الصحيح والنافع بين ممارسة المواطنة وممارسة الخدمة المخلصة للقضية الوطنية العليا لشعبنا العربي الفلسطيني.
- تلتزم «الحركة العربية للتغيير» بقيم عليا وتعمل على ترسيخها ونشرها في مجتمعات العالم العربي بأسره أساسها حقوق الإنسان والمواطن والديمقراطية وحرية الحركة والعمل السياسي المبني على أساس احترام مبدأ الرأي والرأي الآخر.
- رفع ودعم وتغيير المكانة القانونية والمدنيه للمواطن العربي في إسرائيل، وتقليص الفجوة القائمة بين الوسطين اليهودي والعربي عن طريق سياسة التمييز الإيجابي للوسط العربي في كافة المجالات: الزراعة، الصناعة، التعليم، الاتصالات، الصحة، الإسكان، الأرض والميزانيات، وذلك من أجل الوصول إلى مساواة حقيقيه بين الوسطين العربي واليهودي في كافة المجالات، من خلال شعار «المشاركة المدنية الكاملة» والاعتراف بالجماهير العربية في البلاد كأقليه قومية.
- التاكيد على الهوية الثقافية والوطنية الفلسطينية للجماهير العربية في إسرائيل واهمية التواصل القومي مع الامه العربية.
- العمل على المساهمة الفعاله في صنع القرار في البلاد والتاثير والمشاركة في عملية صنع القرار.
- طرح خطاب اعلامي وسياسي متقدم يخترق حواجز الرفض في المجتمع الإسرائيلي ويكسر التفكير النمطي للغالبيه اليهودية تجاه العرب.
- تشجيع الإبداع والتفوق في المجتمع العربي في إسرائيل.
- العمل على لجم ووضع حد لحوادث السير في البلاد عامة وفي المجتمع العربي من خلال اقامة بنيه تحتيه متطوره للشوارع في المناطق العربية.
  - العمل على تحسين جودة البيئة في البلاد عامة وفي البلدات العربية بشكل خاص.
- المطالبة بتقديم الخدمات العامة للمواطنين العرب في بلداتهم، وإنهاء عمل اللجان المعينة في المدن والقرى العربية وإجراء انتخابات ديمقراطية فيها.

## الحركة العربية للتغيير والمرأة
المرأة في الحركة العربية للتغيير، هي شريك كامل في المكتب السياسي واللجنة المركزية ونشطاء الحركة ميدانياً وجماهيرياً وسياسياً، وتميّزت الفترة الفائتة بنشاط مكثّف من قبل نساء الحركة من جهة وفي طرح قضايا تتعلق بمكانة المرأة وحقوقها في الكنيست من جهة أخرى، سواء بشكل عيني أو في إطار الطرح العام.
تساهم النساء في اتخاذ جميع القرارات المتعلقة بنشاط الحزب، كما أن المرأة شريك أساسي في الاستراتيجية الإعلامية للحزب والتغطية الصحفية للنشاط البرلماني والجماهيري المحلي والدولي.
تعتبر الحركة العربية للتغيير قضايا المرأة العربية الفلسطينية جزءا لا يتجزأ من قضايا الأقلية العربية وتحتل قسطاً وافراً من النشاط الميداني للحركة العربية والعمل البرلماني لرئيسها النائب احمد الطيبي. من هذا المنطلق فإن ما تقدم به النائب الطيبي في دورة الكنيست الأخيرة من استجوابات واقتراحات قوانين أو طرح على جدول أعمال الكنيست أو للتداول في اللجان البرلمانية، كان بغالبيته قضايا تشمل المطالبة بحقوق الأقلية العربية رجالاً ونساء على حد سواء. إلى جانب ذلك كانت هناك طروحات عينية تتعلق بالمرأة.
ميدانياً :
شاركت الحركة العربية للتغيير في المسيرات والمظاهرات بالمناسبات الوطنية عامة، والأحداث الجارية خاصة ومن ضمنها المظاهرات ضد العنف وقتل النساء.
وقاد النائب أحمد الطيبي حملة ضد ما يسمى «القتل على خلفية شرف العائلة» وطرح اقتراح قانون بهذا الخصوص ونجح بإلزام الشرطة عدم استعمال مصطلح «على خلفية شرف العائلة» في جرائم قتل النساء من منطلق أن ذلك يسيء إلى المرأة الضحية وعائلتها وأبنائها.
كما وتشارك الحركة العربية للتغيير في المظاهرات الميدانية ضد قتل النساء في شتى المدن والقرى العربية.
وتمنح الحركة العربية للتغيير مكانة خاصة لأمهات الأسرى وذلك من خلال التواصل الدائم معهن واطلاعهن على وضع أبنائهن في السجون الإسرائيلية وزيارتهن ميدانياً، والمشاركة في مظاهرات واعتصامات أمهات الأسرى في القدس، بالإضافة إلى لقاءات مع رئيس الدولة ووزير القضاء ووزير الأمن الداخلي بشأن الأسرى الأمنيين.
العمل البرلماني (المرأة)
قدم النائب أحمد الطيبي اقتراحات عادية وعاجلة على جدول أعمال الهيئة العامة للكنيست حول قضايا تتعلق بالمرأة العربية، بالإضافة إلى قضايا عامة تعتبر المرأة العربية جزءا مركزياً منها، بالإضافة إلى الاستجوابات للوزراء، المبادرة والمشاركة في جلسات اللجان البرلمانية التي تعنى بحقوق ومكانة المرأة.
ومن بين أهم القضايا التي تم طرحها فتح فرص عمل لمحاربة البطالة لدى النساء ولا سيما الأكاديميات.
الحركة العربية للتغيير مبادرة ومشاركة في كافة الجلسات التي عقدتها الهيئة العامة الكنيست، واللجان البرلمانية، والمتعلقة بقضايا النساء، بما في ذلك يوم المرأة العالمي، جلسات عقبت جرائم قتل لنساء، والمطالبة بحقوق المرأة العاملة في الأجور وشروط العمل، وهي أيضاً تشكل جزءا من الخطاب السياسي للحركة العربية للتغيير وللنائب أحمد الطيبي.

## نشيد الحركة
نحن الشباب لنا الغد
نحالف من ثابروا ونرفض من زاودوا
نحن الشباب لا ننحني
رايتنا نصر لا تنطوي
أخي معي في موطني
أختي معي في حركتي
جمهورنا
أقولها ملء السماء أنا عربي
حركتي
كرامتي ثقافتي
مع حركتي أقول
حريتي في بلدي
عروبتي قوميتي
أقولها ملء السماء أنا عربي
رايتنا نصر لا تنطوي رايتنا نصر لا تنطوي

## وصلات خارجية
- موقع الحركة العربية للتغيير
- موقع الكنيست الإسرائيلي